# Ornithogalum collinum
Ornithogalum collinum är en sparrisväxtart som beskrevs av Giovanni Gussone. Ornithogalum collinum ingår i släktet stjärnlökar, och familjen sparrisväxter.

## Underarter
Arten delas in i följande underarter:
- O. c. collinum
- O. c. rhodium

## Bildgalleri

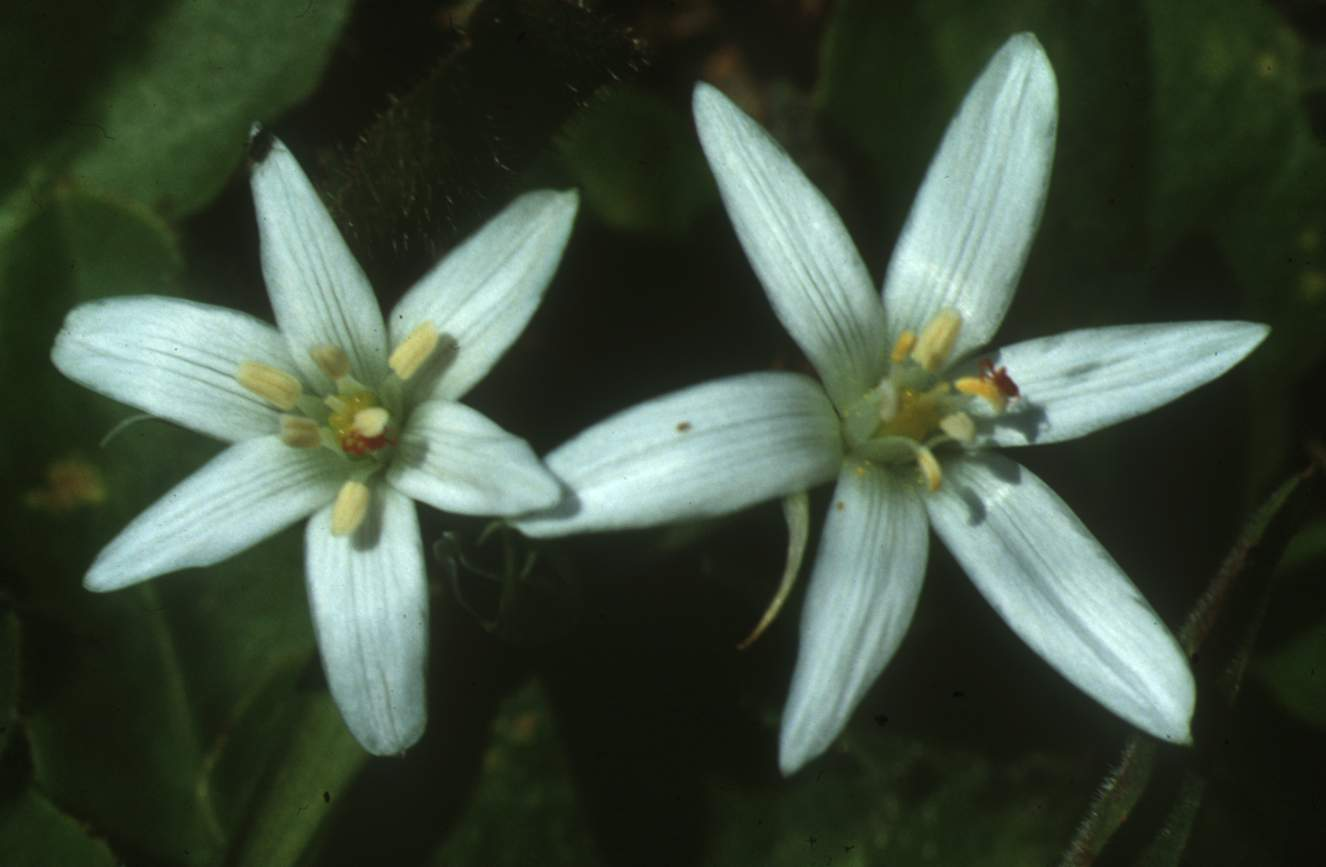